# Puccinellia skottsbergii
Puccinellia skottsbergii är en gräsart som först beskrevs av Pilg., och fick sitt nu gällande namn av Parodi. Puccinellia skottsbergii ingår i släktet saltgrässläktet, och familjen gräs. Inga underarter finns listade i Catalogue of Life.